# Réarrangement de Pummerer
Le réarrangement de Pummerer est une réaction organique par laquelle un sulfoxyde d' alkyle se réarrange en un α- acyloxy - thioéther (mono thioacétal -ester) en présence d'anhydride acétique,,. 
La stœchiométrie de la réaction est: 
RS(O)CHR'2  +  Ac2O   →   RSC(OAc)R'2  +  AcOH

## Histoire
La réaction a été découverte par le chimiste autrichien Rudolph Pummerer en 1909,.

## Implémentation synthétique
L'anhydride acétique, l'anhydride trifluoroacétique et l'anhydride triflique ont été utilisés comme activateurs. Outre les acétates, les nucléophiles les plus courants sont les arènes, les alcènes, les amides et les phénols.
L'utilisation de α-acylsulfoxydes et d'acide de Lewis, tels que TiCl4 et SnCl4, permet à la réaction de se dérouler à des températures plus basses (0 °C).
Le chlorure de thionyle peut être utilisé à la place de l'anhydride acétique pour déclencher l'élimination pour former l'intermédiaire électrophile et fournir du chlorure comme nucléophile pour donner un α-chloro-thioéther :
D'autres anhydrides et halogénures d'acyle peuvent donner des produits similaires. Les acides inorganiques peuvent également donner cette réaction. Ce produit peut être transformé en aldéhyde ou en cétone par hydrolyse.

## Mécanisme
Le mécanisme du réarrangement de Pummerer commence par l'acylation du sulfoxyde (structures de résonance 1 et 2) par l'anhydride acétique pour donner 3, avec de l'acétate comme sous-produit. L'acétate agit alors comme catalyseur pour induire une réaction d'élimination pour produire la structure cationique-thial 4, avec de l'acide acétique comme sous-produit. Enfin, l'acétate attaque le thial pour donner le produit final 5.
L'électrophile thial activé peut être piégé par divers nucléophiles intramoléculaires et intermoléculaires pour former des liaisons carbone-carbone et des liaisons carbone-hétéroatome. 
L'intermédiaire est si électrophile que même les nucléophiles neutres peuvent être utilisés, y compris les cycles aromatiques avec des groupes donneurs d'électrons comme le 1,3-benzodioxole :
Il est possible d'effectuer le réarrangement en utilisant du sélénium à la place du soufre. 

### Fragmentation de Pummerer
Lorsqu'un substituant sur la position α peut former un carbocation stable, ce groupe plutôt que l'atome d'hydrogène α sera éliminé dans l'étape intermédiaire. Cette variante est appelée une « fragmentation Pummerer ». Un exemple de ce type de réaction est la réaction entre un sulfoxyde et l'anhydride trifluoroacétique (TFAA):
Le groupe organique R2 montré dans le diagramme ci-dessus en bas à droite est le carbocation du violet de méthyle, dont le pK R + de 9,4 n'est pas suffisant pour compenser la perte de H+ et donc un réarrangement classique de Pummerer se produit. La réaction de gauche est une fragmentation car le groupe partant avec pKR + = 23,7 est particulièrement stable. 

## Voir également
- Composé organosulfuré
- Réaction de Polonovski, réaction similaire impliquant un oxyde d'amine